# Erlach (quận)
Erlach (tiếng Đức: Amtsbezirk Erlach; tiếng Pháp: District de Cerlier) là một quận hành chính cũ thuộc bang Bern của Thụy Sĩ. Erlach có diện tích 85 km², dân số theo thống kê của cục thống kê Thụy Sĩ năm 1999 là 10.030 người. Thủ phủ đóng ở Erlach. Mã bưu chính là 208.
Sau ngày 1 tháng 1 năm 2010, quận này sáp nhập vào hạt Seeland, thuộc vùng lãnh thổ Seeland.